# Lonchura castaneothorax
Lonchura castaneothorax là một loài chim trong họ Estrildidae.